# أسواق غير احتكاكية
الأسواق غير الاحتكاكية هي أسواق مالية تفتقر إلي المعاملات التجارية وتكاليفها. فيندرج مفهوم الاحتكاك تحت مفهوم الأسواق غير المكتملة، أما الأسواق المكتملة فهي أسواق احتكاكية وبهذا العكس غير صحيح. وعلي جانب الأسواق الاحتكاكية، فإن مخروط الملاءة هو نصف المساحة الطبيعية لسعر سهم التوجيه الفريد من نوعه. ويفترض نموذج بلاك سكولز  مفهوم سوق الاحتكاك.